# Germínia Dolce Venturolli
Germínia Dolce Venturolli (Corumbataí, 14 de maio de 1931 – Araçatuba, 25 de outubro de 2024) foi uma política e professora brasileira. Foi a primeira mulher a ser eleita prefeita do município brasileiro de Araçatuba, por dois mandatos não consecutivos, o primeiro de 1989 a 1992 e o segundo de 1997 a 2000. 
Foi esposa do do também político e professor Sylvio José Venturolli, sendo os casal um dos responsáveis pela retirada dos trilhos da Estrada de Ferro Noroeste do Brasil que passava pelo centro de Araçatuba, findada apenas na gestão do prefeito Domingos Andorfato, uma das maiores intervenções urbanas ocorridas na cidade.

## Trajetória política
Germinia sempre participou ativamente da carreira política de seu marido, Professor Sylvio José Venturoli, que em sua longa trajetória política, exerceu cargos eletivos de vice-prefeito, prefeito de Araçatuba e Deputado Federal, sempre recebendo todos na Chácara Morada do Sol.
Seu grupo político, Coligação da Amizade, escolheu Germinia para candidata a prefeita tendo como vice-prefeito Nelson Pires, na campanha eleitoral de 1.988, onde a principal promessa e meta, era a retirada dos trilhos da NOB, do centro de Araçatuba, uma antiga reivindicação da população de Araçatuba e colocaria fim na divisão territorial, social e econômica da cidade, criando uma plataforma imobiliária e viária para o futuro de Araçatuba, visão que permitiu a chegada de vários empreendimentos para a cidade ao longo dos anos. Se elegeram como vereadores pela Coligação da Amizade, os companheiros políticos, Delegado Nelson Reis Alves, Professor Joaquim de Paula, Professor Joaribes "Juca" Torquato e o Engenheiro Fernando Perri.
Terminou o mandato, com grande apoio popular, mas não era permitida reeleição. A Coligação da Amizade lançou o jovem empresário, Paulo Guerra como candidato a prefeito tendo o radialista Carlos Hernandes como vice-prefeito.
Em 1996, Germinia Dolce Venturoli inicia uma nova campanha para a Prefeitura de Araçatuba, tendo como vice-prefeito o advogado e vereador Nilo Ikeda. O principal objetivo deste mandato foi de consolidar as melhorias decorrente da retirada dos trilhos e as melhorias na saúde e educação.
Tentou a reeleição, não obtendo sucesso, sendo vitorioso o deputado Jorge Maluly Netto, não mais concorrendo a cargos eletivos.

## Principais realizações
Retirada dos trilhos da antiga NOB do centro da cidade, permitindo um novo cenário urbanístico para a cidade. Surgiu sobre o antigo traçado um complexo viário composto pelas avenidas Waldir Filizola de Moraes, Araças, Mário Covas, Ibirapuera e Waldemar Alves.
Na infraestrutura viária, teve importantes obras decorrentes da retirada dos trilhos, como as Avenidas Waldemar Alves e Ibirapuera. Dinamizou a PRODEAR, tendo como diretor o empresário Hélio Pereira de Souza, com o objetivo de levar asfalto e infra-estrutura aos bairros de Araçatuba, uma das grandes reivindicações da população.
Implementou a Unidade Integrada de Saúde do Bairro São João, melhorando o atendimento médico de toda população da Zona Sul da cidade. Teve como Secretário da Saúde o médico Antonio Rubens Lima de Castro, que modernizou e humanizou a saúde em nossa cidade.
Implantou a guarda municipal e a Secretaria Segurança Municipal, tendo como secretário o Delegado Anésio Duarte, que realizou um grande trabalho em prol da segurança do município de Araçatuba.
Realizou a construção do Hospital da Mulher (atualmente desativado) durante seu primeiro mandato, mas este passou 10 anos sem qualquer atendimento.
Construiu o velório municipal, uma antiga reivindicação da população de Araçatuba.
No ano 2000, também foi inaugurado o pronto-socorro Aida Vanzo Dolce (nome da mãe de Germínia) - o prédio original foi desativado e agora atende em outro local com mesmo nome - num valor de R$ 700 mil, um prédio de 1500 m². Anteriormente a população era atendida num prédio menor localizado na Rua São Paulo. E quatro novas Unidades Básicas de Saúde foram construídas nos bairros: Umuarama, São José, São Rafael e Engenheiro Taveira.
Implantou Estação de Tratamento de Esgoto, com capacidade de tratamento de 80% dos resíduos do município na época, uma importante conquista para o saneamento básico da cidade.
No turismo, foi a responsável pela criação da Praia Municipal de Araçatuba as margens do Rio Tietê, em outubro de 2000.